# Borstsvansad opossumråtta
Borstsvansad opossumråtta (Bettongia penicillata) är en pungdjursart som beskrevs av Alan Maurice Gray 1837. Bettongia penicillata ingår i släktet opossumråttor, och familjen råttkänguruer. IUCN kategoriserar arten globalt som akut hotad. Inga underarter finns listade.

## Utseende
Arten blir 30 till 38 cm lång (huvud och bål), har en 29 till 36 cm lång svans och väger 1,1 till 1,6 kg. Den påminner i kroppsformen om en liten känguru. Den täta pälsen på ovansidan har en gråbrun färg och undersidan är täckt av ljusbrun till vit päls. Kännetecknande för arten är den långa svansen som kan användas som gripverktyg. Vid svansens spets finns en tofs av svarta hår. Typiskt för huvudet är ganska stora ögon och små avrundade öron. Vid fingrar och tår förekommer styva hår som dock inte täcker klorna. Borstsvansad opossumråtta hoppar liksom kängurur på sina bakre extremiteter och håller armarna nära bröstet.

## Utbredning
Djuret hade tidigare ett större utbredningsområde i västra Australien men förekommer idag bara vid några få ställen i kontinentens sydvästra hörn. Habitatet utgörs numera bara av skogar och andra områden som är täckta av träd. Ursprungligen hittades pungdjuret även i gräs- och buskmarker.

## Ekologi
Detta pungdjur är nattaktivt och individerna lever ensam när honan inte är brunstig. Arten äter främst underjordiska svampar som den hittar med hjälp av luktsinnet och som grävs fram med klorna. För en bättre ämnesomsättning har arten en rik bakterieflora i magsäcken. Vissa delar av svamparna blir kvar efter ämnesomsättningen och de sprids med avföringen till andra platser. Borstsvansad opossumråtta gynnar även träden i utbredningsområdet genom att plocka bort svamparna och genom att blanda det översta jordlagret. Födan kompletteras med rotfrukter, frön, unga växtskott och insekter. Arten täcker sitt vätskebehov främst med födan.
På dagen vilar arten i ett nästa av torrt gräs som göms bakom en större gräsklump. Boet har formen av en kupol och vanligen en diameter av 20 cm och en höjd av 15 cm. Individerna försvarar området närmast boet men i regioner som uppsöks för att hitta föda tolereras artfränder. Allmänt har ett exemplar flera bon i reviret. Borstsvansad opossumråtta förflyttar sig vanligen med långsamma rörelser men den kan snabbt skutta iväg när den känner sig hotad.
Honor kan bli brunstiga under alla årstider och vissa honor har tre kullar per år med en unge. Dräktigheten varar cirka 21 dagar och sedan kravlar det underutvecklade ungdjuret till pungen (marsupium). Ungen suger sig fast vid en spene. Ungefär 90 dagar efter födelsen lämnar ungen pungen. Könsmognaden för honor infaller efter cirka 6 månader. Antagligen lever de flesta exemplar 4 till 6 år.